# Курлятев-Оболенский, Константин Иванович
Константин Иванович Курлятев-Оболенский (ум. 1552) — князь, воевода и боярин во времена правления Василия III Ивановича и Ивана IV Васильевича Грозного.
Сын родоначальника Курлятевы-Оболенские, князя Ивана Васильевича Оболенского по прозванию Курля и Анастасии Фёдоровны Плещеевой.

## Биография
Сын боярский, на свадьбе великого князя Василия III Ивановича и Елены Глинской был у постели — «постелю стлал и платье подавал в мыльне» (28 января 1526). Подписался на поручной записи по князю Михаилу Ивановичу Глинскому (февраль 1527). Второй воевода в Муроме (май 1533), потом при переходе в Мещеру, стоял на Толстике. Первый воевода Передового полка в походе на Литву, повоевал города: Речицу, Свислочь, Мозырь, Рогачёв, Любечь и другие (ноябрь 1534). Первый воевода левой руки на Коломне (1540). При нападении нагайцев, он с Семёном Шереметьевым во многих стычках разбивают неприятеля (1543). Один из воевод на берегу, где из местнических счётов дал возможность крымскому хану Иминю безнаказанно грабить в Одоевском и Белёвском уездах (1544). Пожалован бояриным (1548). Полковой воевода в Муроме (1550). Умер бояриным († 1552).

## Семья
Имел сыновей:
- Князь Владимир Константинович — воевода.
- Князь Юрий Константинович — воевода.
- Князь Василий Константинович.
- Князь Иван Константинович Большой — воевода.
- Князь Иван Константинович Меньшой[2].